# 新世界秩序
新世界秩序（しんせかいちつじょ、英: New World Order、略称：NWO）とは、国際政治学の用語としては、ポスト冷戦体制の国際秩序を指す。また陰謀論として、将来的に現在の主権独立国家体制を取り替えるとされている、世界政府のパワーエリートをトップとする、地球レベルでの政治・経済・金融・社会政策の統一、究極的には末端の個人レベルでの思想や行動の統制・統御を目的とする管理社会の実現を指すものとしても使われる。

## 概要
New World Orderという用語自体は第一次世界大戦後頃から英米の政治家によって多用されるようになった。公式で確認されている中でも、国際連盟の設立とベルサイユ体制の構築によって大国間の勢力均衡が大きく変化したことを指したアメリカ大統領ウッドロウ・ウィルソンや、第二次世界大戦の悲惨な帰結を見たイギリス首相ウィンストン・チャーチルが、破滅的な第三次世界大戦を避けるには国民主権国家を廃絶し世界政府の管理による恒久的な平和体制の実現が不可欠であるとして、この言葉を使った。
SF小説家で歴史家としても著名なH・G・ウェルズは国家の存在を認める国際連盟を批判し、主権国家の完全な根絶と、高級技術官僚や少数のエリートによる世界統一政府を通じた地球管理を訴え、1940年に『新世界秩序』（New World Order）を出版しその持論を述べた。
この用語が一般にも広く知られるようになったのは、1990年9月11日に時のアメリカ大統領ジョージ・H・W・ブッシュが湾岸戦争前に連邦議会で行った『新世界秩序へ向けて（Toward a New World Order）』というスピーチであった。下記は1991年3月6日の『新世界秩序（New World Order）』というスピーチの一部の抜粋。
その他に、ヘンリー・キッシンジャー、ビル・クリントン、トニー・ブレア、ゴードン・ブラウン、ジョージ・ソロス、デイビッド・ロックフェラー、ジョー・バイデンなどもこの語を使ったことで知られる。

## 陰謀論としての新世界秩序

アメリカ合衆国の国章の裏側. ラテン語で"novus ordo seclorum", 直訳すると"New Order of the Ages（時代の新秩序）。提案したのはチャールズ・トムソン。彼はアメリカ独立宣言採択の日以来の「新しいアメリカの時代の始まり」を表すために、このモットーを取り入れるよう提案した。プロビデンスの目が一緒に書かれていることから、フリーメイソンとの関係が指摘されている。プロビデンスの目が、フリーメイソンリーの紋章に採用されたのは1797年、アメリカ合衆国の国章に採用されたのは1782年である。また、国章のデザイナーは「アメリカ哲学協会（American Philosophical Society (APS)）」に属しており、同組織には多くのフリーメイソンが属していた。

前述の著書の影響から、新世界秩序をアングロサクソンによる帝国主義国家だと主張する陰謀論者もいる。
陰謀論では、その世界政府の成立はクーデターのような目に見える形ではなく、段階的に成し遂げられるものとされており、国際連合を頂点とする国際通貨基金、世界銀行による金融的な支配、欧州連合などの地域統合を名目とした国家主権の段階的な廃止、NAFTAやTPPなどの自由貿易体制を通じた人と資本の移動自由化による経済的な国境の廃止、または地球温暖化や世界金融危機など世界レベルの取り組みが不可欠であるという、いわゆる「グローバルな問題」を創り出し宣伝することによって国家の廃絶が必要であるという世論の形成を通じて行われるとされる。